# Enola Gay

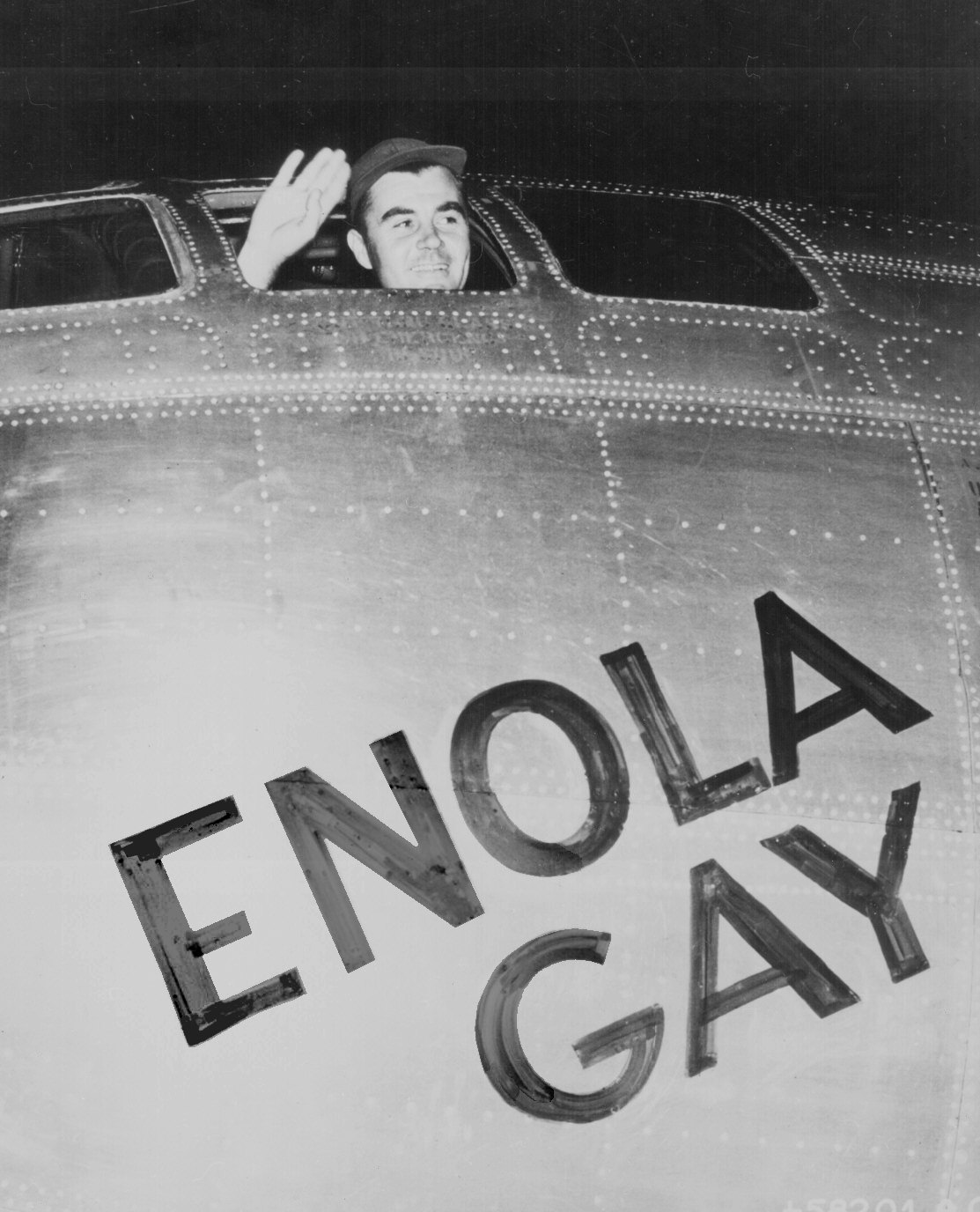
Der Pilot der Enola Gay, Paul W. Tibbets, vor dem Start des Flugzeugs am 6. August 1945

Enola Gay ist ein B-29-Bomber, der bei den Atombombenabwürfen auf Hiroshima und Nagasaki eingesetzt wurde. Das Flugzeug gehörte zur 509th Composite Group der United States Army Air Forces. Von der Enola Gay wurde am 6. August 1945 die erste Atombombe („Little Boy“), die je in einem Krieg eingesetzt wurde, auf die japanische Stadt Hiroshima abgeworfen. Am 9. August 1945 war die Enola Gay eines der Begleitflugzeuge des B-29-Bombers Bockscar, der die Atombombe „Fat Man“ auf Nagasaki abwarf. Heute ist die Enola Gay im Steven F. Udvar-Hazy Center in Chantilly, Vereinigte Staaten, ausgestellt.

## Herkunft des Namens
Der Pilot Colonel Paul W. Tibbets, jr. benannte die Maschine nach seiner Mutter Enola Gay Tibbets (geb. Haggard; 1893–1966), diese wiederum wurde auf den Namen der Heldin eines Romans getauft, den ihr Vater besonders schätzte (Enola: Or Her Fatal Mistake von Mary Young Ridenbaugh, 1886).

## Das Flugzeug

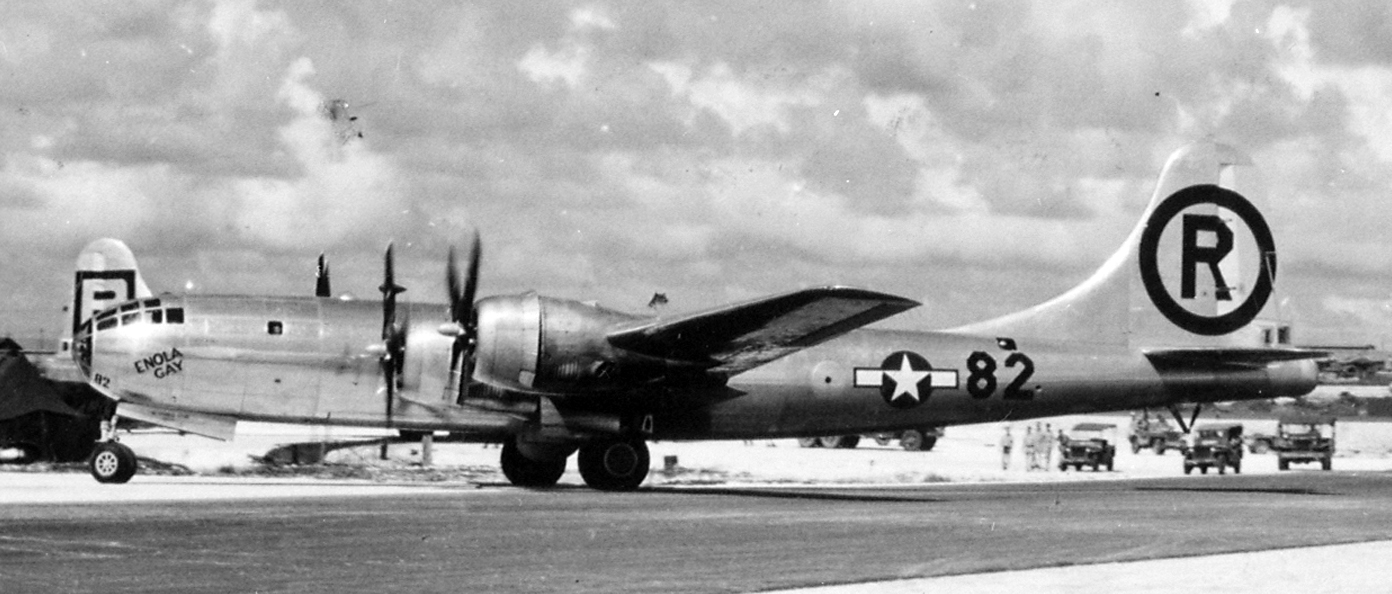
Die Enola Gay. Die Maschine trägt zur Verschleierung der tatsächlichen Einheitszugehörigkeit Markierungen der 6th Bombardment Group (R im Kreis). Nach dem Waffenstillstand wurde wieder die eigentlich zugeordnete Markierung (eine Speerspitze) aufgebracht.

Die Maschine mit der Seriennummer 44-86292 wurde im Mai 1945 im Werk der Glenn L. Martin Company auf Offutt Field bei Bellevue (Nebraska) gebaut und dort mit einer speziellen Aufhängung für das vergleichsweise hohe Gewicht (rund 4,5 t) der Atombombe ausgerüstet. Im Vergleich zu einer „normalen“ B-29 war die Maschine mit Ausnahme des Heckstandes unbewaffnet, was zu einer deutlichen Gewichtsverminderung und dadurch einer höheren erreichbaren Flughöhe führte.
Die Boeing B-29 gehörte zur 509th Composite Group (313th Bombardment Wing) der USAAF und flog den Einsatz gegen Hiroshima von Tinian aus, einer kleinen Insel der Marianen, daher war dieses Flugzeug der erste strategische Atombomber der Welt. Neben der Enola Gay gab es noch 14 weitere B-29-Bomber, die für den Einsatz von Atombomben umgerüstet waren, unter anderem die Bockscar, die drei Tage später auf die japanische Stadt Nagasaki die zweite Atombombe „Fat Man“ abwarf. Beim Atombombenabwurf auf Nagasaki übernahm die Enola Gay die Wettererkundung mit Captain George W. Marquardt als Pilot und Kommandant.

## Besatzung der Enola Gay beim Angriff auf Hiroshima

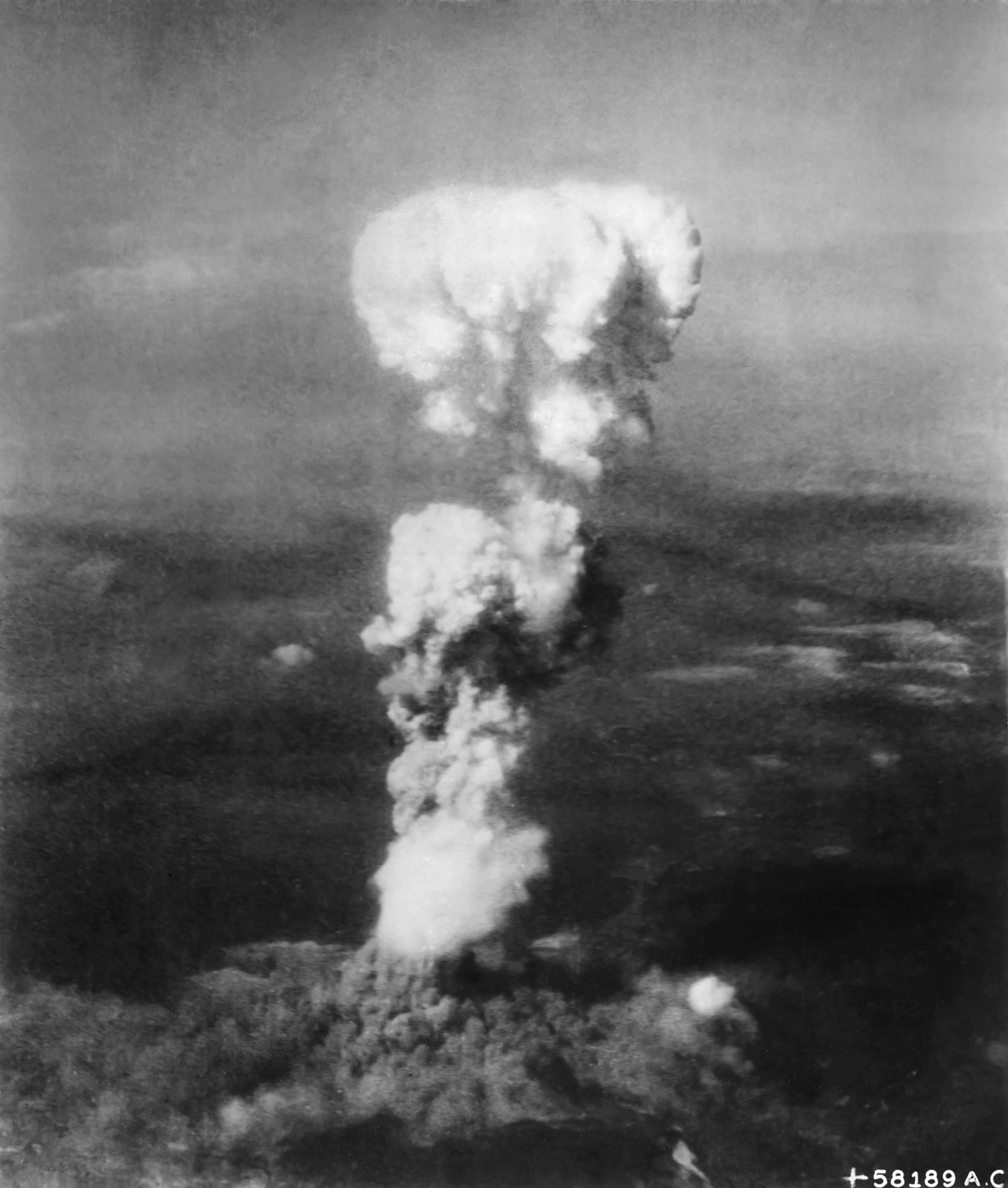
Der Atompilz über Hiroshima

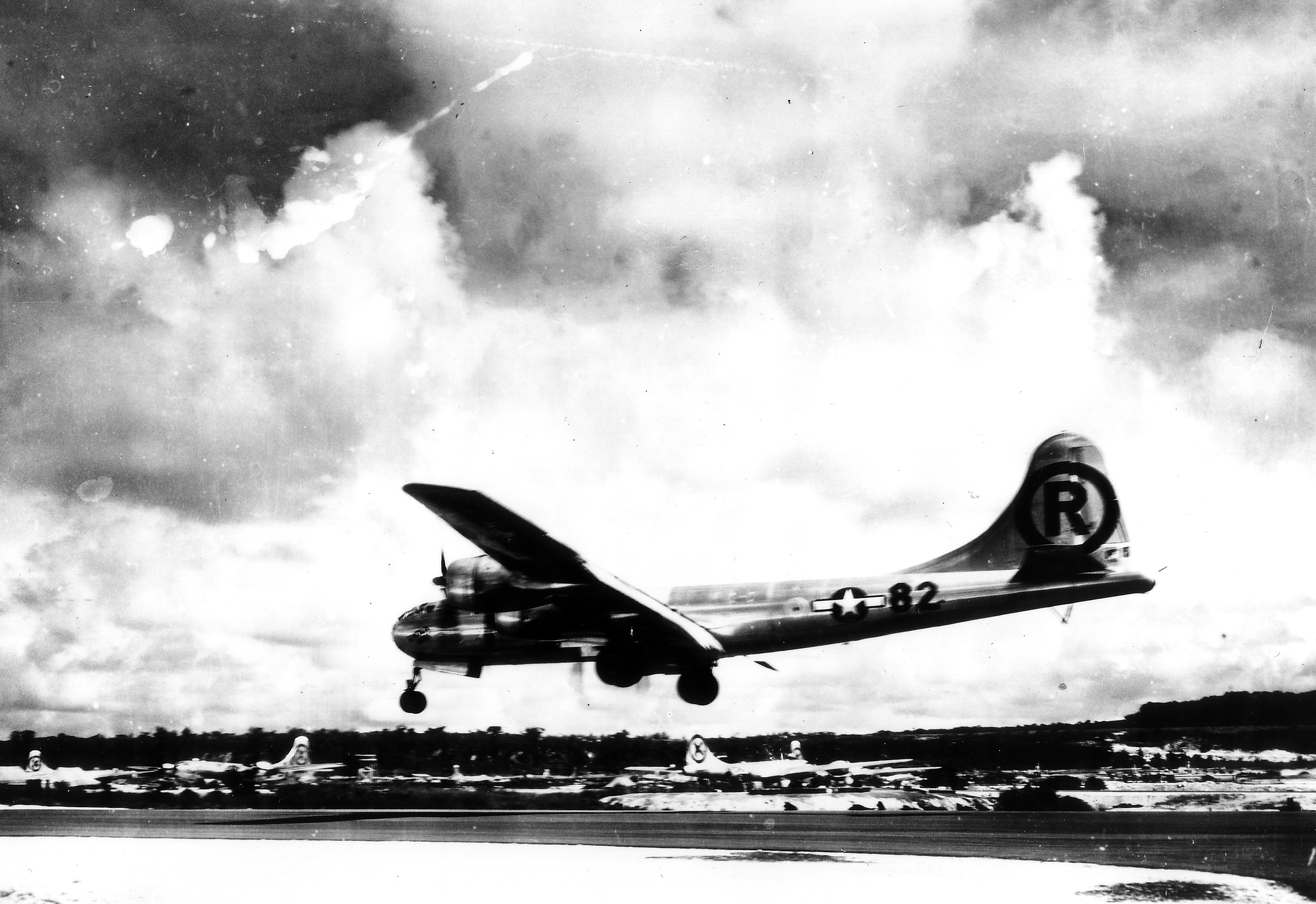
Enola Gay bei der Landung nach dem Atombombenabwurf

Insgesamt waren 12 Personen an Bord. Jacob Beser wurde als einziger der 12 auch beim zweiten Atombombenabwurf auf Nagasaki eingesetzt:
- Colonel Paul Tibbets (1915–2007) – Pilot und Kommandant
- Captain Robert A. Lewis (1918–1983) – Copilot
- (U.S. Navy) Captain William S. „Deak“ Parsons (1901–1953) – Waffenoffizier
- Second Lieutenant Morris R. Jeppson (1922–2010) – Assistent des Waffenoffiziers
- Major Thomas Ferebee (1918–2000) – Bombenschütze
- First Lieutenant Jacob Beser (1921–1992) – Elektronische Gegenmaßnahmen/Radarabwehr
- Staff Sergeant Wyatt E. Duzenberry (1913–1992) – Flugingenieur
- Sergeant Robert H. Shumard (1920–1967) – Assistent des Flugingenieurs
- Captain Theodore „Dutch“ Van Kirk (1921–2014) – Navigator
- Sergeant Joe S. Stiborik (1914–1984) – Bediener des Bordradargerätes
- Private First Class Richard H. Nelson (1925–2003) – Bordfunker
- Staff Sergeant George R. „Bob“ Caron (1919–1995) – Heckschütze

## Verbleib der Maschine

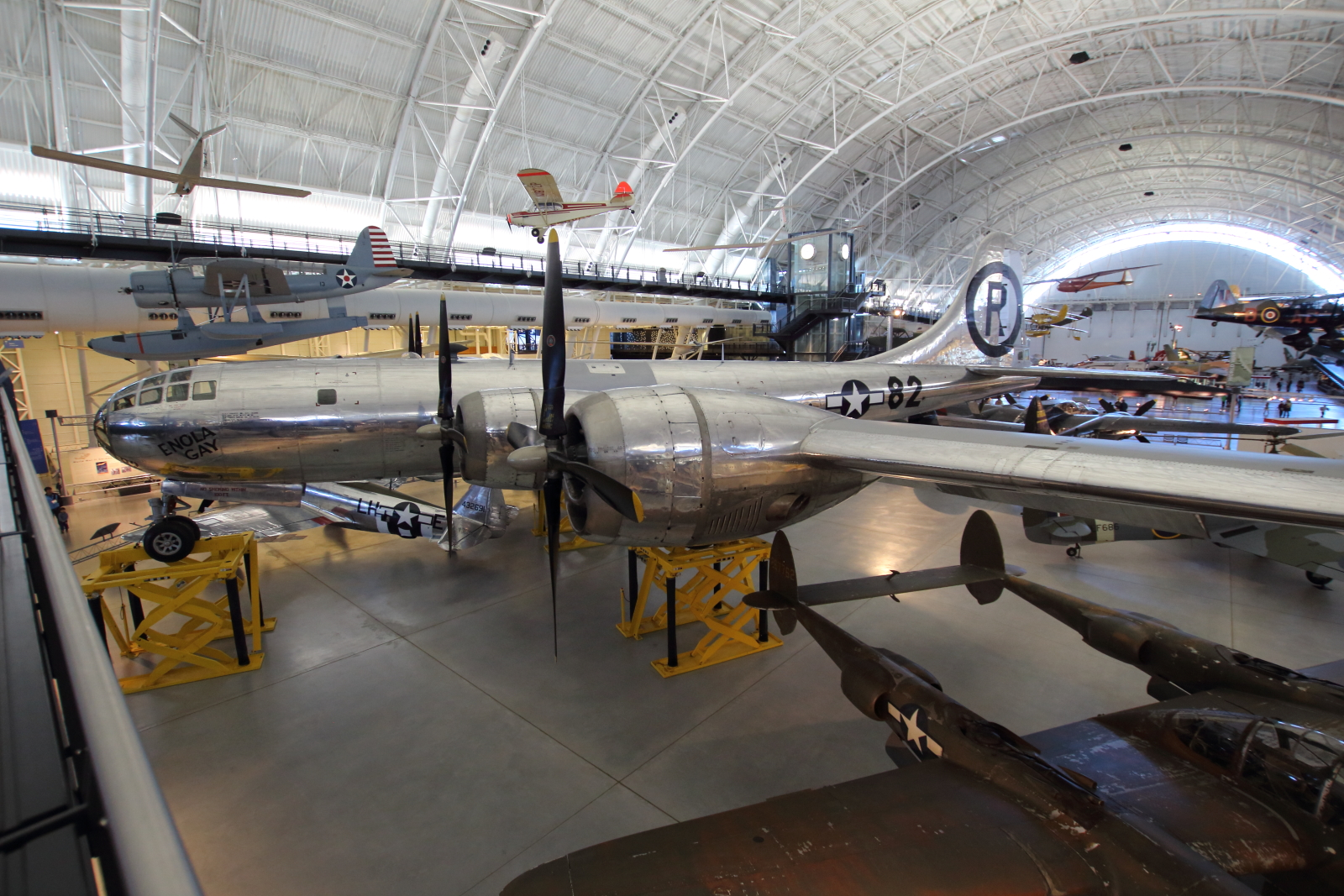
Die Enola Gay im Steven F. Udvar-Hazy Center

Vom 6. bis 8. November 1945 flog Captain Lewis die Enola Gay zurück in die Vereinigten Staaten zum Roswell Army Airfield. Von Ende April bis Anfang Juli 1946 war das Flugzeug zur Unterstützung der Atombombentests der Operation Crossroads nach Kwajalein verlegt worden. Nach der Rückkehr von diesem Einsatz wurde die Enola Gay auf der Davis-Monthan Air Force Base zur Einlagerung vorbereitet und zum 30. August 1946 der Smithsonian Institution als Museumsstück überschrieben. Zwischen 1949 und 1953 wurde das Flugzeug mehrfach innerhalb der Vereinigten Staaten verlegt, zuletzt auf die Andrews Air Force Base. Dort konnte die Enola Gay allerdings nicht geschützt abgestellt werden und wurde Opfer von Souvenirjägern. Mitte 1960 fiel die Entscheidung, das Flugzeug zu zerlegen und die Teile in einem Lager der Smithsonian Institution in Suitland (Maryland) einzulagern. Ab 1983 reifte der Plan, die Enola Gay zu restaurieren. Die Arbeiten begannen 1984 und erforderten 300.000 Arbeitsstunden. Fehlende Teile wurden soweit möglich nachgefertigt. Das vordere Rumpfsegment wurde erstmals Ende Juni 1995 öffentlich ausgestellt. Die wieder komplettierte Enola Gay ist seit 2003 im Steven F. Udvar-Hazy Center in Chantilly, Virginia, nahe dem Flughafen Washington-Dulles ausgestellt.

## Trivia
Die britische Synthie-Pop-Gruppe Orchestral Manoeuvres in the Dark (OMD) widmete 1980 dem Flugzeug das Antikriegslied Enola Gay.
Aufgrund einer Executive Order des amerikanischen Präsidenten, Donald Trump, die vorgibt, alle Inhalte mit einem Bezug zu den Themen Diversität, Gleichheit und Inklusion (diversity, equity, and inclusion (DEI)) zu entfernen, will das Pentagon mehr als 26.000 Bilder von seinen Webseiten löschen. Davon betroffen sind auch alle Aufnahmen der Enola Gay, da hier das Wort Gay vorkommt.